# Penda merciai király
Penda (?, 606 –‎ Cock Beck, 655. november 15.) a 7. században Mercia, a mai Midlands területén fekvő angolszász királyság királya volt. Penda pogány volt abban az időben, amikor a kereszténység számos angolszász királyságban teret hódított, és a cirencesteri csatát követően 628-ban átvette a Severn völgyet, mielőtt részt vett a nagyhatalmú northumbriai király, Edwine legyőzésében a Hatfield Chase-i csatában 633-ban.
Kilenc évvel később a maserfieldi csatában legyőzte és megölte Edwine későbbi utódját, Oswaldot. Ettől kezdve valószínűleg ő volt a korszak leghatalmasabb angolszász uralkodója, és megalapozta az angolszász Heptarchia feletti merciai fensőbbséget. Többször legyőzte a keleti angolokat, és három évre száműzetésbe kényszerítette Cenwalh wessexi királyt. Folytatta a háborút a northumbriai Bernicia ellen. Maserfield után tizenhárom évvel megsemmisítő vereséget szenvedett Oswald utódjától és testvérétől, Oswiotól, és a berniciaiak elleni utolsó hadjárat során a winwaedi csatában megölték.

## Feljegyzések
Penda életének legkorábbinak és legrészletesebbnek nevezhető forrása Bede Historia ecclesiastica gentis Anglorum című alkotása (befejezve 731 körül; II.20, III.7, III.16-18, III.21, III.24 fejezetek). Penda szintén előkelő helyen szerepel az Angolszász krónikában, amelynek forrásai és így megbízhatósága erre az időszakra vonatkozóan nem egyértelmű, valamint a kilencedik század eleji Historia Brittonumban, amely valamivel több, valószínűleg megbízhatóbb információval egészíti ki Bede beszámolóját. Úgy tűnik, hogy Panna ap Pyd néven említi őt a talán hetedik századi walesi dicsőítő költemény, a Marwnad Cynddylan, amely Cynddylanról így szól: "pan fynivys mab pyd mor fu parawd" ("amikor Pyd fia kívánta, milyen készséges volt"). Úgy tűnik, hogy Penda és családja számos helységnek adta a nevét a Midlands nyugati részén, köztük Pinbury, Peddimore és Pinvin települések neveit.

Penda leszármazottai

## Gyermekei
Penda feleségét Cynewise vagy Kyneswitha királynőként azonosítják. Öt fiuk és két lányuk volt: 
- Peada: 654-ben apját követte Mercia királyaként, feleségül vette Ealhflæd-et, Oswio király lányát.
- Wulfhere: Mercia királya 658-675 között, aki feleségül vette Ely-i Ermenildát
- Æthelred: Mercia királya 675-704 között
- Merewalh: Magonsæte királya, aki Eormenred kenti király egyik lányát vette feleségül.;
- Mercelmus: néha tévesen Mercelinusnak írják Ealhfrith deirai király
- Cyneburh: feleségül ment Ealhfrith deirai királyhoz, Oswio király fiához
- Cyneswith apáca lett.[2]

## Referenciák
Penda megjelenik MacKenzie MacBride King Penda's Captain (1908), J. Breckenridge Ellis The Soul of a Serf (1910) és Theresa Tomlinson Better Than Gold (2014) című történelmi regényeiben.
Az 1970-es években Penda király két BBC televíziós produkcióban is megjelent, amelyeket David Rudkin írt. Geoffrey Staines alakította őt a Penda's Fen (1974) című filmben, Leo McKern pedig a The Coming of the Cross (1975) című filmben.
Halálának Leedshez való kötődése miatt a leedsi Pendas Fields birtokot róla nevezték el.

## Fordítás
Ez a szócikk részben vagy egészben  a   Penda of Mercia című angol Wikipédia-szócikk ezen változatának fordításán alapul.  Az eredeti cikk szerkesztőit annak laptörténete sorolja fel. Ez a jelzés csupán a megfogalmazás eredetét és a szerzői jogokat jelzi, nem szolgál a cikkben szereplő információk forrásmegjelöléseként.